# Kap Skottsberg
Das Kap Skottsberg (englisch Skottsberg Point) ist eine Landspitze an der Südküste der Trinity-Insel im Palmer-Archipel vor der Westküste des antarktischen Grahamlands. Sie bildet die Westseite des Mikkelsen Harbor.
Entdeckt und kartiert wurde das Kap bei der Schwedischen Antarktisexpedition (1901–1903) unter der Leitung Otto Nordenskjölds. Dieser benannte es nach dem schwedischen Botaniker Carl Johan Fredrik Skottsberg (1880–1963), einem Teilnehmer an der Forschungsreise.